# Jeph Loeb
Jeph Loeb, właśc. Joseph Loeb III (ur. 29 stycznia 1958 w Stamford) – amerykański scenarzysta filmowy i telewizyjny, producent oraz autor komiksów, czterokrotny laureat Nagrody Eisnera i pięciokrotny zdobywca Wizard Fan Award. Znany z pracy nad komiksami wydawnictw DC Comics i Marvel Comics, Loeb współtworzył wiele przełomowych historii z udziałem takich postaci jak Batman, Superman, Spider-Man, Hulk, Daredevil, Supergirl, Iron Man, Kapitan Ameryka, Cable, czy Avengers. Jego twórczość, często tworzona we współpracy z rysownikiem Timem Sale’em, wielokrotnie trafiała na listy bestsellerów „The New York Times”.

## Życiorys
Jego pseudonim „Jeph” to wynik modyfikacji imienia „Joseph”, dokonanej przez jego matkę. W młodości mieszkał w Bostonie, gdzie jego zainteresowanie komiksami było wspierane zarówno przez ojca, jak i ojczyma. W wieku 12 lat otrzymał od ojca kolekcję komiksów Marvela wydanych w latach 1961-1970, co zapoczątkowało jego wieloletnią pasję i kolekcję komiksów.
Ukończył studia licencjackie i magisterskie na Uniwersytecie Columbia w Nowym Jorku, gdzie studiował film.
Loeb rozpoczął karierę jako scenarzysta filmowy. W 1985 napisał scenariusze do dwóch filmów, które odniosły sukces komercyjny: Nastoletni wilkołak (z Michaelem J. Foxem) oraz Commando (z Arnoldem Schwarzeneggerem). W późniejszych latach pracował jako scenarzysta i producent przy popularnych serialach telewizyjnych, m.in. Tajemnice Smallville, Zagubieni, Buffy: Postrach wampirów i Herosi.
W latach 2010-2019 był dyrektorem wykonawczym i szefem Marvel Television.

## Twórczość komiksowa

### Początki
Swoją karierę w komiksie Loeb rozpoczął na początku lat 90. w wydawnictwie DC Comics. Pierwszym większym projektem był ośmioczęściowy cykl Challengers of the Unknown Must Die (1991), stworzony we współpracy z rysownikiem Timem Sale’em. Duet ten stał się później jednym z najbardziej rozpoznawalnych zespołów twórczych w komiksowym świecie.

### Batman
W latach 1993-1995 Loeb i Sale stworzyli serię opowieści o Batmanie zebranych później w tomie Batman: Nawiedzony Rycerz. W 1998 ukazał się ich przełomowy projekt – Batman: Długie Halloween, uznawany za jedno z najlepszych dzieł o Mrocznym Rycerzu. Komiks przedstawiał śledztwo Batmana w sprawie seryjnego mordercy działającego w święta, ukazując psychologiczne głębie postaci i moralne dylematy. Kontynuacją tej historii była seria Batman: Mroczne zwycięstwo (2001). Loeb współpracował także z Jimem Lee przy powstaniu Batman: Hush (2003).

### Superman
Loeb jest autorem wielu komiksów o Supermanie. Najbardziej znanym z nich jest Superman na wszystkie pory roku (1999), stworzony z Timem Sale’em. Historia przedstawia młodego Clarka Kenta u progu decyzji o zostaniu superbohaterem. Każdy z czterech rozdziałów opowiedziany jest z perspektywy innej postaci (m.in. Lany Lang, Lois Lane i Lexa Luthora), co pozwala ukazać emocjonalny wymiar życia Supermana.
W latach 2000-2005 Loeb kontynuował pracę nad kolejnymi tomami Superman, a także współtworzył serię Superman/Batman.

### Marvel Comics
Od początku XXI wieku Loeb rozpoczął również współpracę z Marvel Comics, publikując kolejne „kolorowe” reinterpretacje genez słynnych postaci:
- Daredevil: Zółty (2002)
- Spider-Man: Niebieski (2003)
- Hulk: Szary (2004)[1]

Loeb pisał także komiksy o innych bohaterach Marvela, takich jak Iron Man, Kapitan Ameryka, Cable czy Avengers. Po 2005 wrócił do Marvela jako scenarzysta m.in. The Ultimates.